# Wormstedt
Wormstedt is een plaats en voormalige gemeente in de Duitse deelstaat Thüringen, en maakt sinds 1996 deel uit van de gemeente Saaleplatte in het Landkreis Weimarer Land.